# Curtara secara
Curtara secara är en insektsart som beskrevs av Delong och Triplehorn 1979. Curtara secara ingår i släktet Curtara och familjen dvärgstritar. Inga underarter finns listade i Catalogue of Life.